# Winnett
Winnett är administrativ huvudort i Petroleum County i Montana. Orten fick sitt namn efter ranchägaren Walter John Winnett.